# Sắt(III) hydroxide
Sắt(III) hydroxide hoặc ferric hydroxide là hợp chất hóa học của sắt, oxy và hydro với công thức Fe(OH)3. Sắt(III) hydroxide còn được gọi là sắt oxit vàng, hoặc Pigment Yellow 42. Sắt(III) hydroxide cũng là dạng trihydrat của hợp chất sắt(III) oxit, Fe2O3.3H2O.

## Trạng thái tự nhiên
Ferrihydrit là khoáng chất ngậm nước vô định hình hoặc tinh thể nano, tên gọi chuẩn là FeOOH•1.8 H
2O nhưng với nhiều loại ngậm nước khác nhau.

## Tính chất
Màu của sắt(III) hydroxide dao động từ màu vàng qua màu nâu sẫm đến màu đen, tùy thuộc vào mức độ hydrat hóa, kích thước hạt và hình dạng, và cấu trúc tinh thể.

### Hóa học
Khi đun nóng, Fe(OH)3 phân hủy và kết tinh lại thành α-Fe2O3 (hematit).

## Ứng dụng
Oxit sắt màu vàng, hay Pigment Yellow 42, được Cục quản lý Thực phẩm và Dược phẩm Hoa Kỳ (FDA) phê chuẩn cho sử dụng trong mỹ phẩm và được sử dụng trong một số loại mực xăm.

## Sản xuất
Sắt(III) hydroxide kết tủa trong dung dịch muối sắt(III) ở pH trong khoảng từ 6,5 đến 8.  Do đó, sắt(III) oxy-hydroxide có thể thu được trong phòng thí nghiệm bằng cách phản ứng với muối sắt(III), chẳng hạn như sắt(III) nitrat hoặc sắt(III) chloride, với natri hydroxide:
FeCl3 + 3NaOH → Fe(OH)3↓+ 3NaCl
Fe(NO3)3 + 3NaOH → Fe(OH)3↓+ 3NaNO3
Trong thực tế, khi hòa tan trong nước, FeCl
3 tinh khiết sẽ thủy phân đến một mức độ nào đó, thu được oxy-hydroxide và làm cho dung dịch có tính axit:
FeCl3 + 2H2O ↔ FeOOH + 3HCl
(Quá trình tương tự áp dụng cho sắt(III) perchlorat Fe(ClO4)3.Thay vào đó, ta thu được các hạt của α-Fe2O3.)
Hydroxide cũng có thể được tạo ra bởi sự chuyển đổi trạng thái rắn từ sắt(II) chloride tetrahydrat FeCl2·4H2O.
Hợp chất cũng dễ dàng hình thành khi sắt(II) hydroxide tiếp xúc với không khí:
4Fe(OH)2 + O2 + 2H2O → 4Fe(OH)3
Sắt(II) hydroxide cũng có thể bị oxy hóa bởi hydro peroxide khi có mặt axit:
2Fe(OH)2 + H2O2 → 2Fe(OH)3

## An toàn
Các cụm từ rủi ro và an toàn cho các oxit sắt là R36, R37, R38, S26 và S36.